# Ostracion cubicus
Ostracion cubicus, conosciuto comunemente come pesce scatola giallo, è un pesce d'acqua salata appartenente alla famiglia Ostraciidae.

## Distribuzione e habitat
Questa specie è originaria della regione Indo-pacifica e del Mar Rosso. Vive presso lagune e scogliere delle barriere coralline. Gli esemplari giovani vivono intorno ai coralli del genere Acropora.

## Descrizione
Di taglia piuttosto massiccia e con una lunghezza di circa 45 cm, è rivestito di una coriacea corazza. Mentre il giovane ha forma più tozza, l'adulto presenta un corpo allungato. Il colore della livrea varia con l'aumentare dell'età dell'individuo: da giovani giallo-arancio con macchie bianche circolari bordate di nero, mentre negli adulti il manto vira sul verde-azzurro con riflessi gialli e mantiene la puntinatura nera.

## Alimentazione
O. cubicus ha dieta onnivora: si nutre di spugne, invertebrati, crostacei, pesci e alghe che trova tra le rocce e i coralli.

## Acquariofilia
Anche se non molto diffuso, è commercializzato per l'acquariofilia.